# 7B busz (Sopron, 2008–2023)
A soproni 7B jelzésű autóbusz Jereván lakótelep és Csengery utca, Király Jenő utca végállomások között közlekedett.

## Története
2007 december 1-jétől Virágvölgy városrész is bekapcsolásra került a helyi tömegközlekedési hálózatba. Először a 23-as és 23B jelzésű buszok mentek fel a Virágvölgybe, majd 2008. április 14-től már a 7B, később, 2012. május 1-jétől pedig már a 27B jelzésű járatok is a térség utasforgalmát szolgálták. Utóbbi viszonylat az Aranyhegyi lakóparkot is érintette. Ekkor valamennyi, a térséget érintő járat csak munkanapokon közlekedett.
 2016. július 9-től a 7, 7A, 7B, 27 és 27B jelzésű autóbuszok Csengery utcai végállomása áthelyezésre került: a korábbi nyomda helyett a Király Jenő utcai kereszteződés után kijelölt megállóhelyre érkeznek és onnan indulnak. A Jereván lakótelep felé azonban továbbra is megállnak a Csengery utca, nyomda megállóban. A változtatásra azért volt szükség, hogy az említett járatok ne a nyomdánál lévő megállóhelyen várják indulási idejüket, mert ezzel akadályozzák az ott megálló többi autóbusz forgalmát.
 2022. október 22-től Sopron város önkormányzatának döntése alapján, az energiaválság következtében jelentős menetrendi változások és járatritkítások léptek érvénybe a városban. A módosítások értelmében a 7-es busz a továbbiakban csak a Jereván lakótelep felé közlekedik naponta 1 alkalommal, a Csengery utca irányú indulásai megszűntek, valamint a 7A busz is már csak naponta egyszer jár. A 7B járatot is ritkították, már csak reggelente 1 alkalommal indult, azonban a korábbi délutáni indulásai megmaradtak, ezekben az időpontokban a 27B busz közlekedett.
 2023. december 10-től jelentősen átalakult az Aranyhegyi lakópark, a Virágvölgy és a Híd utca térségének közlekedési rendje. A továbbiakban új körjáratok közlekednek 7-es és 27-es jelzéssel, amelyek már a Várkerületet is érintik, így közvetlen kapcsolat jött létre Aranyhegy, Virágvölgy és a belváros között, valamint lényegesen több járat közlekedik a vonalon. Az új közlekedési rend bevezetésével Virágvölgy városrész már hétvégén is elérhetővé válik közösségi közlekedéssel.
 A fenti változtatással a 7B busz eddigi formájában megszűnt, azonban az új vonalcsaládban is szerepel egy betétjárat ugyanezzel a jelzéssel, immár új alapjáratához hasonlóan, szintén körjáratként.

## Közlekedés
A vonalon Ikarus 260, Ikarus 280, Ikarus 415, Credo BC 11, Credo BN 12, Credo BN 18, Rába Premier 091, Mercedes-Benz Citaro, Mercedes-Benz Citaro G és MAN Lion’s City típusú járművek közlekedtek.
 
Az autóbusz utolsó menetrendje szerint csak munkanapokon reggel, 1-1 indulási időponttal közlekedett, azonban a 2022 októberében érvénybe lépett járatritkítások előtt még többször, munkanapokon a reggeli és a délutáni csúcsidőben kb. 6-8 és 14-18 óra között óránkénti gyakorisággal indult.

## Útvonal
| Jereván lakótelep → Csengery utca, Király Jenő utca |
| --- |
| Jereván lakótelep végállomás – IV. László király utca – Juharfa út – Teleki Pál út – Lackner Kristóf utca – Patak utca – Bécsi út – Virágvölgyi út – Hubertusz utca – Virágvölgyi út – Stornó Ferenc utca – Kőrösi Csoma Sándor utca – Rákosi út – Híd utca – Fapiac utca – Kőfaragó tér – Magyar utca – Győri út – Csengery utca – Csengery utca, Király Jenő utca végállomás |

| Csengery utca, Király Jenő utca → Jereván lakótelep |
| --- |
| Csengery utca, Király Jenő utca végállomás – Csengery utca – Mátyás király utca – Móricz Zsigmond utca – Magyar utca – Kőfaragó tér – Fapiac utca – Híd utca – Rákosi út – Kőrösi Csoma Sándor utca – Stornó Ferenc utca – Virágvölgyi út – Hubertusz utca – Virágvölgyi út – Bécsi út – Patak utca – Ikva sor – Ferenczy János utca – Lackner Kristóf utca – Teleki Pál út – Juharfa út – Jereván lakótelep végállomás |

## Megállóhelyek
| Távolság (km) | Idő (perc) | Megállóhely neve / korábbi neve(i)     | Idő (perc) | Távolság (km) | Átszállási lehetőségek a 2023. december 9-ig érvényes menetrend szerint                                                                                    | Fontosabb nevezetességek, helyek, áruházak és intézmények a közelben |
| ------------- | ---------- | -------------------------------------- | ---------- | ------------- | --- | --- |
| 0             | 0          | Jereván lakótelep                      | 19         | 6,4           | 1, 2, 3Y, 5, 5A, 5Y, 6, 7A, 10, 10B, 11, 11B, 12, 13, 17, 20, 20Y, 27, 27B                                                                                 | Helyi buszvégállomás |
| 0,3           | 1          | Juharfa út 16.                         | 18         | 6,2           | 1, 2, 5Y, 6, 7, 7A, 11Y, 12, 13, 13B, 17, 27, 27B | |
| 0,7           | 2          | Teleki Pál út 2.                       | 17         | 5,8           | 1, 2, 3Y, 5, 5A, 5B, 5Y, 6, 7, 7A, 10, 10B, 11Y, 12, 13, 13B, 17, 20, 20Y, 27, 27B                                                                         | McDonald’s étterem Sopron Pláza Káposztás utcai Stadion Ibolya-tó |
| 1,5           | 3          | Lackner Kristóf utca, autóbusz-állomás | 15         | 5,2           | 1, 2, 3, 3Y, 4, 5, 5A, 5B, 5T, 5Y, 6, 7, 7A, 8, 10, 10B, 11Y, 12, 13, 13B, 14, 14B, 17, 20, 20Y, 21, 27, 27B, 32, 33 Helyközi és távolsági autóbuszjáratok | Soproni autóbusz-állomás Soproni Rendőrkapitányság Káposztás utcai Stadion INTERSPAR áruház Vásárcsarnok                                                                                        |
| 1,8           | 5          | Bécsi út                               | 13         | 4,5           | 5Y, 7, 7A, 27, 27B | |
| 2,4           | 7          | Virágvölgy, Tercia Hubertus étterem    | 11         | 3,9           | 27B | Soproni bobpálya Bécsi-domb Interaktív tanösvény |
| 3,6           | 9          | Kőrösi Csoma Sándor utca (temető)      | 9          | 2,7           | 5Y, 7, 7A, 27, 27B | Szent Mihály temető Szent Mihály-templom Izraelita temető |
| –             | –          | Rákosi út, Híd utca Híd utca 58.       | 7          | 2,3           | 5Y, 6, 7, 7A, 13, 13B, 27, 27B, 27Y, 33 | Szent Mihály temető Szent Mihály-templom Izraelita temető |
| 4,1           | 12         | Híd utca, Rákosi út Híd utca 58.       | –          | –             | 5Y, 6, 7, 7A, 13, 13B, 27, 27B, 27Y, 33 | Szent Mihály temető Szent Mihály-templom Izraelita temető |
| 4,6           | 14         | Híd utca, Balfi út Híd utca 17.        | 5          | 1,7           | 5B, 5Y, 6, 7, 7A, 13, 13B, 14, 14B, 27, 27B, 27Y, 33 | Soproni Szent Kereszt kápolna |
| 5,0           | 15         | Fapiac Fapiac 11.                      | 4          | 1,3           | 4, 5B, 5Y, 6, 7, 7A, 11A, 11B, 11Y, 13, 13B, 14, 14B, 27, 27B, 27Y, 33                                                                                     | Szent István park Soproni Szent István Plébánia |
| 5,4           | 17         | Győri út, Erzsébet Kórház              | –          | –             | 11, 11B, 20, 20Y, 27, 27B | Soproni Erzsébet Oktató Kórház és Rehabilitációs Intézet |
| –             | –          | Móricz Zsigmond utca                   | 3          | 0,9           | 6, 7, 13, 14, 14B, 27, 27B, 33 | |
| –             | –          | Mátyás király utca, Deák tér           | 2          | 0,5           | 1, 2, 3Y, 4, 5, 5A, 5T, 7, 10, 10B, 11, 11A, 11B, 11Y, 12, 20, 20Y, 27, 27B, 27Y, 32                                                                       | Liszt Ferenc Konferencia- és Kulturális Központ Soproni Petőfi Színház Posta Soproni Szent Júdás Tádé-templom SOE Lámfalussy Sándor Közgazdaságtudományi Kar Európa leghosszabb tere – Deák tér |
| 6,2           | 21         | Csengery utca 89.                      | –          | –             | 4, 5, 5A, 5T, 5Y, 7, 7A, 11, 11A, 11B, 11Y, 17, 20, 20Y, 22, 27, 27B, 27Y, 32                                                                              | Soproni Erzsébet Oktató Kórház és Rehabilitációs Intézet Posta |
| –             | –          | Csengery utca, nyomda                  | 1          | 0,2           | 1, 2, 3Y, 4, 5, 5A, 5T, 7, 10, 10B, 11, 11A, 11B, 11Y, 12, 12V, 17, 20, 20Y, 22, 27, 27B, 27Y, 32 Helyközi és távolsági autóbuszjáratok                    | Sopron vasútállomás GYSEV Zrt. SPAR szupermarket |
| 6,3           | 22         | Csengery utca, Király Jenő utca        | 0          | 0             | 1, 2, 3Y, 4, 5, 5A, 5T, 7, 10, 10B, 11, 11A, 11B, 11Y, 12, 12V, 17, 20, 20Y, 22, 27, 27B, 27Y, 32 Helyközi és távolsági autóbuszjáratok                    | Sopron vasútállomás GYSEV Zrt. SPAR szupermarket |